# 463P/NEOWISE
463P/NEOWISE è una cometa periodica appartenente alla famiglia delle comete gioviane.

## Storia della scoperta
Questa cometa ha avuto una scoperta particolarmente travagliata: al momento della scoperta iniziale, il 22 aprile 2018, fu ritenuta un asteroide e come tale denominata 2018 HT3; tre anni dopo furono scoperte immagini di prescoperta risalenti al 6 settembre 2012.
Nell'aprile 2023 l'astrofilo statunitense Robert D. Matson scopriva nelle immagini riprese tra il 5 ed il 16 aprile dallo strumento SWAN della sonda SOHO una cometa; purtroppo la bassissima risoluzione delle stesse non permette di ottenere posizioni sufficientemente precise per calcolare orbite per cui è sempre richiesta, nel caso di scoperte di comete da parte di questa sonda, una conferma con telescopi situati sulla superficie terrestre, fatto che in questo caso è avvenuto grazie all'astrofilo australiano Michael Mattiazzo che ha ripreso la cometa a partire dal 18 aprile 2023; pertanto l'oggetto riceveva una nuova denominazione, questa volta cometaria, P/2018 HT3. Ppochi giorni dopo l'astrofilo giapponese Hirohisa Sato suggeriva la possibilità che i due oggetti fossero un unico oggetto.

## Particolarità orbitali
La cometa ha la particolarità di avere una MOID di sole 0,342 UA con la Terra e una ancor più piccola col pianeta Venere, con quest'ultimo la cometa passerà a sole 0,142UA di distanza il 1º gennaio 2054.